# 都留文科大学前駅

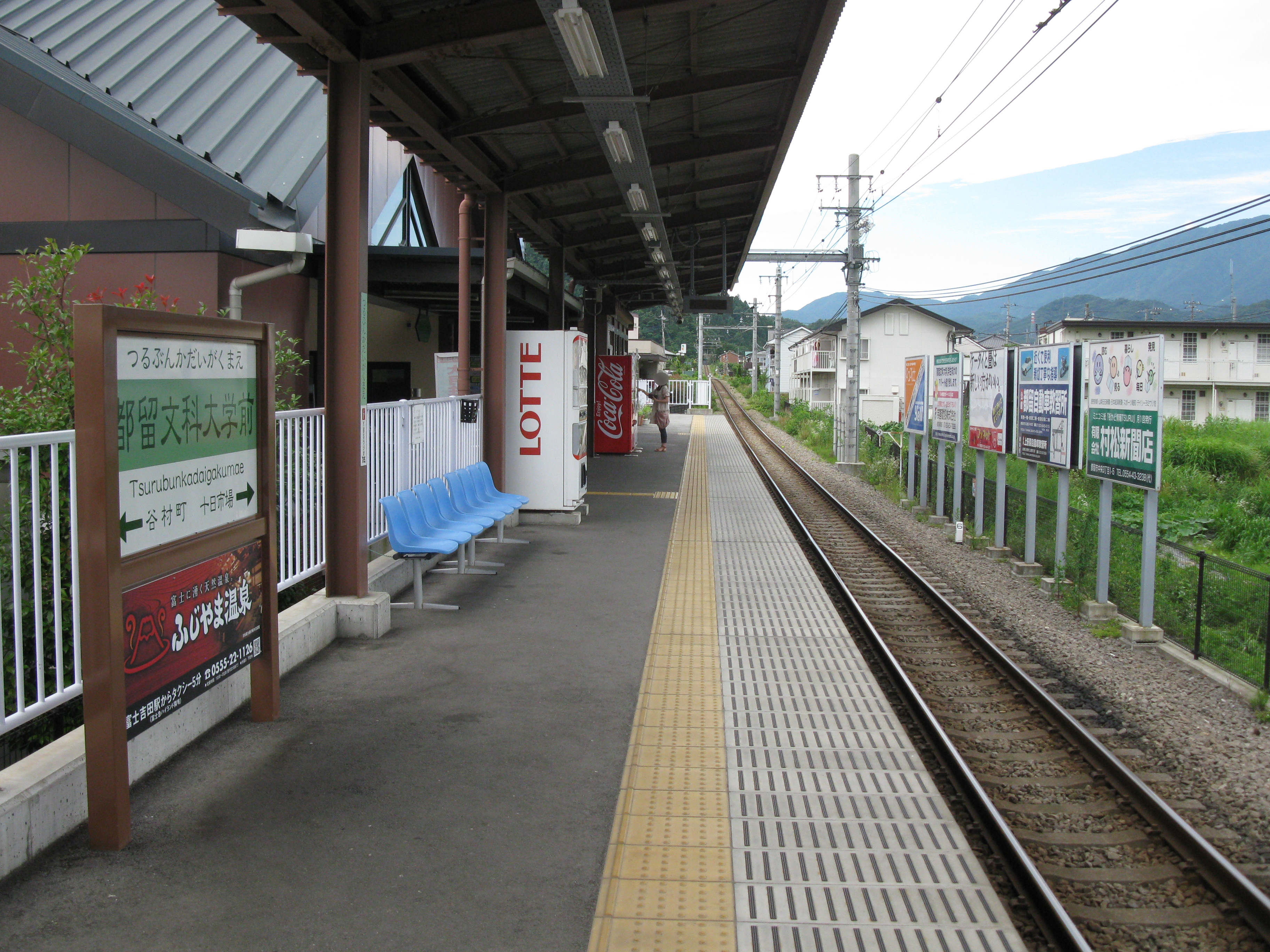
ホーム（2009年7月）

都留文科大学前駅（つるぶんかだいがくまええき）は、山梨県都留市田原二丁目にある、富士山麓電気鉄道富士急行線の駅である。駅番号はFJ08。
都留市内の駅で唯一、特急列車を含めた全ての列車が停車する。

## 歴史
都留文科大学周辺でのまちづくりのために設置が要望された請願駅である。富士急行線の駅では最も新しい。
- 2004年（平成16年）11月16日：開業[1]。
- 2015年（平成27年）3月14日：ICカード「Suica」の利用が可能となる[2]。
- 2022年（令和4年）4月1日：富士急行の鉄道事業分割に伴い、富士山麓電気鉄道の駅となる[3]。

## 駅構造
単式ホーム1面1線を有する地上駅。線路はほぼ北東から南西に走っておりホームは線路の南東側にある。ホーム有効長は4両分であり、E257系5両編成による臨時「富士回遊」は後方1両のドアカットを行う。
ホームの中ほどに接して設けられている駅舎は鉄骨造1階建て304 m2の建築物であり、内部の旅客の立ち入ることの出来る部分には締め切り可能な待合所や出札口、トイレなどがある。改札口には簡易Suica改札機が設置されている。
開業当初からの業務委託駅であり、自動券売機も1台設置されている。

## 利用状況
2021年度（令和3年度）の1日平均乗降人員は1,478人である。
| 年度   | 1日平均 乗降人員 |
| ------ | ---------------- |
| 2014年 | 1,515            |
| 2015年 | 1,746            |
| 2016年 | 1,700            |
| 2017年 | 1,802            |
| 2018年 | 1,558            |
| 2019年 | 1,891            |
| 2020年 | 1,139            |
| 2021年 | 1,478            |

## 駅周辺
あたりは都留市西郊の住宅地で、駅の南約300メートルのところに都留文科大学がある。駅の開業に合わせて駅前周辺の整備が行われ、駅前には大きな広場があるほか商業施設も進出している。
- 山梨県立産業技術短期大学校都留キャンパス
- 山梨県立都留興譲館高等学校
- 南都留合同庁舎
- 南都留地方振興事務所
- 都留市民総合体育館
- 都留市総合運動公園
- 都の杜うぐいすホール
- 国道139号
- 中央自動車道
  - 谷村パーキングエリア
- オギノ都留店（スーパーマーケット）
- おかじま都留食品館
- 山梨信用金庫

## バス路線
駅前にある「都留文科大学前駅」停留所にて、富士急バス（大月営業所）の路線バスと富士急山梨ハイヤーの予約型乗合タクシー「つる～と東桂」が発着している。なお、「つる～と東桂」は事前に電話予約が必要である。
- 富士急バス
  - 市内循環（左回り）：都留市駅
  - 市内循環（右回り）：都留市立病院前
  - 道の駅つる線：道の駅つる・山梨県立リニア見学センター
- 富士急山梨ハイヤー
  - つる～と東桂：夏狩・境・砂原 ※乗車のみ / 都留市立病院前 ※降車のみ

## 隣の駅
富士山麓電気鉄道
■富士急行線
- ■特急「富士回遊」「フジサン特急」「富士山ビュー特急」停車駅

■普通（JR中央線内で中央特快・通勤快速・快速となる列車を含む）
谷村町駅 (FJ07) - 都留文科大学前駅 (FJ08) - 十日市場駅 (FJ09)